# YY直播
YY直播（原名“YY语音”）又名“歪歪直播”，由欢聚时代（NASDAQ：YY）於2005年推出，是一款基于网络团队语音的通信平台的计算机软件，主要功能是进行在线多人语音聊天，以及在线真人秀视频互动。
网站原名“YY语音”，后改名“YY直播”，再后来拆分为“YY直播”与“虎牙直播”。
2020年11月，百度宣布收购YY直播，交易原本预计于2021年上半年完成。

## 主要功能

### 语音通讯
YY直播可以由用户创建多个通讯频道，每个加入频道的用户可以用语音或文字进行通讯。

### 视频秀直播
YY直播拥有大量签约网络主播，网络主播可以在直播频道中用唱歌、脱口秀等方式与观众互动。观众可以在YY语音中充值并赠送礼物给主播，主播根据收到的礼物数量获得一定比例的分成。

### YY教育
YY直播利用自身的视频直播和语音通讯技术搭建的YY教育平台，可以用于网络授课教学。

## 喊麦文化
YY自诞生以来，是推动喊麦亚文化的主要平台，李天佑是这一文化的代表人物。同时，喊麦文化也因为低俗文化被封杀。

## 关注人数最高的直播间
MC天佑曾经是YY关注人数最高的主播，被封杀前拥有超过2000万粉丝，其于2018年因为在直播过程中教唆吸毒被封杀。
以下是截至2024年7月4日排名前十五名关注人数的主播名单。
| 排名 | 直播间                           | 所有者       | 关注人数（万） |
| ---- | -------------------------------- | ------------ | -------------- |
| -    | 天佑                             | 李天佑       | 2330           |
| -    | 利哥                             | 于利         | 1713           |
| 1    | 文儿 （页面存档备份，存于）      |              | 1561           |
| 2    | 阿哲 （页面存档备份，存于）      | 夏英达       | 1506           |
| 3    | YY用户 （页面存档备份，存于）    | YY官方测试号 | 1422           |
| 4    | 星妹妹 （页面存档备份，存于）    |              | 1063           |
| 5    | 赵佳俊 （页面存档备份，存于）    |              | 1021.9         |
| 6    | 赵小磊 （页面存档备份，存于）    |              | 1021.3         |
| -    | 王冕                             | 王冕         | 981            |
| 7    | 崔阿扎 （页面存档备份，存于）    |              | 967            |
| -    | 毕加索                           | 方龙         | 916            |
| -    | 沈曼 （页面存档备份，存于）      |              | 857            |
| -    | 李先生                           | 李贤良       | 844            |
| 8    | 王小源 （页面存档备份，存于）    |              | 757            |
| 9    | 九局 （页面存档备份，存于）      |              | 728            |
| 10   | 鸿涛 （页面存档备份，存于）      |              | 675            |
| 11   | 菲儿 （页面存档备份，存于）      |              | 659            |
| 12   | 刘大美人A （页面存档备份，存于） |              | 653            |
| 13   | 大佛 （页面存档备份，存于）      |              | 629            |
| 14   | 娜宝儿 （页面存档备份，存于）    |              | 624            |
| 15   | 衣哥 （页面存档备份，存于）      |              | 613            |

## 洗钱风波
2020年8月，上海至雅集团因涉嫌非法存吸被立案调查，公司实际控制人于跃在YY进行巨额打赏，平台主播王冕，李先生，毕加索，受牵连被逮捕。